# Strada nazionale 24 della Mendola
La strada nazionale 24 della Mendola era una strada nazionale del Regno d'Italia, che congiungeva Ponte di Mostizzolo a Bolzano, passando per l'omonimo passo.
Venne istituita nel 1923 con il percorso "Ponte Mostizzolo - la Mendola - Bolzano".
Nel 1928, in seguito all'istituzione dell'Azienda Autonoma Statale della Strada (AASS) e alla contemporanea ridefinizione della rete stradale nazionale, il suo tracciato costituì la parte terminale della strada statale 42 del Tonale e della Mendola.